# Juli 2025
Portal Geschichte | Portal Biografien | Aktuelle Ereignisse | Jahreskalender | Tagesartikel

◄ |
20. Jahrhundert |
21. Jahrhundert

◄ |
1990er |
2000er |
2010er |
2020er
| 2030er | 2040er

◄ |
2021 |
2022 |
2023 |
2024 |
2025
| 2026 | 2027 | 2028 | 2029 | ►

◄ |
April 2025 |
Mai 2025 |
Juni 2025 |
Juli 2025 |
August 2025 |
September 2025 |
Oktober 2025 |
►
Dieser Artikel behandelt tagesbezogene Nachrichten und Ereignisse im Juli 2025. Eine Artikelübersicht zu thematischen „Dauerbrennern“ und zu länger andauernden Veranstaltungen findet sich auf der Seite zu den laufenden Ereignissen.

## Tagesgeschehen

### Dienstag, 1. Juli 2025

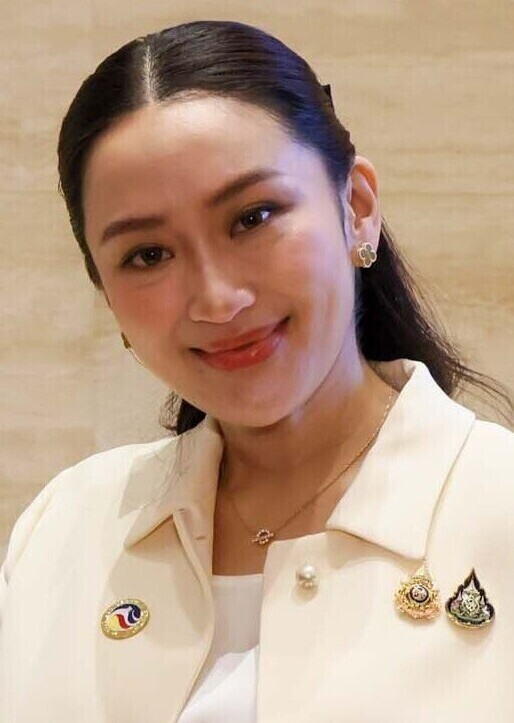
Paetongtarn Shinawatra (2024)

- Dänemark übernimmt im 2. Halbjahr 2025 die Ratspräsidentschaft in der EU.
- Bangkok/Thailand: In Zusammenhang mit dem aufgeflammten Grenzkonflikt zwischen Kambodscha und Thailand wird Paetongtarn Shinawatra als Ministerpräsidentin ihres Amtes enthoben.
- New York City/Vereinigte Staaten: Zohran Mamdani gewinnt die Vorwahl der Demokraten für die Bürgermeisterwahl im November.
- Mainz/Deutschland: Norbert Lehmann, langjähriger Moderator beim ZDF, geht in Rente.
- Frankfurt am Main/Deutschland: Die Anti-Money Laundering Authority nimmt ihre Tätigkeit auf.

### Mittwoch, 2. Juli 2025
- Schweiz: Beginn der Fußball-Europameisterschaft der Frauen (bis 27. Juli)
- Salzburg/Österreich: Karoline Edtstadler wird vom Salzburger Landtag mit den Stimmen der Abgeordneten von ÖVP, FPÖ und SPÖ zur Landeshauptfrau von Salzburg in der Landesregierung Edtstadler gewählt.[1]
- Bali/Indonesien: Ein Fährunglück vor Bali fordert mindestens vier Menschenleben. 29 Personen konnten gerettet worden, mehr als dreißig werden noch vermisst.[2]
- Ivenack/Deutschland: Die stärkste Stieleiche der Ivenacker Eichen wird vom Kuratorium Nationalerbe-Bäume der Deutschen Dendrologischen Gesellschaft als 50. Nationalerbe-Baum ausgezeichnet.[3]

### Donnerstag, 3. Juli 2025

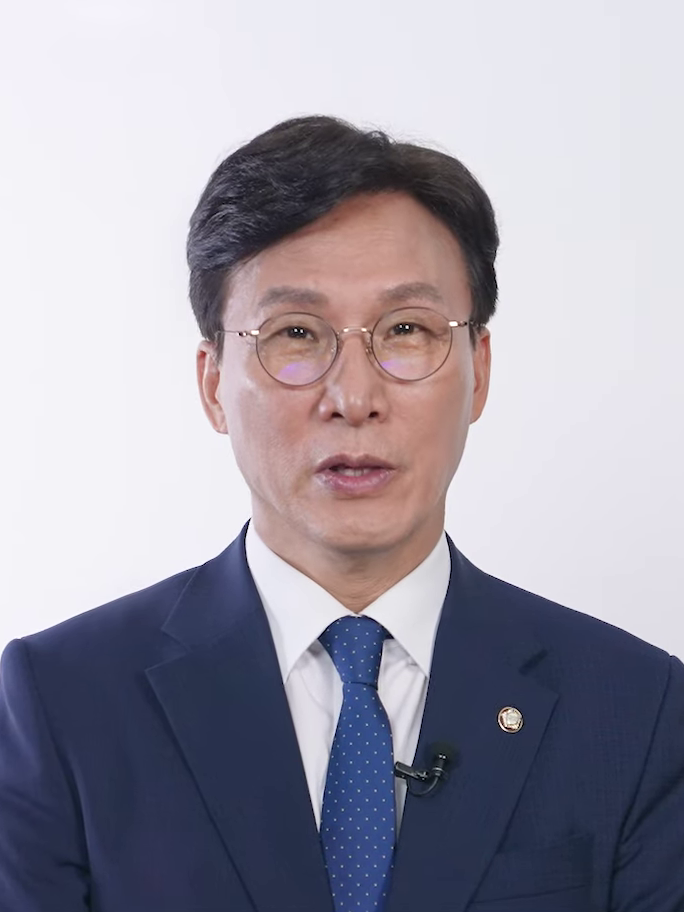
Kim Min-seok (2024)

- Seoul/Südkorea: Kim Min-seok wird neuer Premierminister.

### Freitag, 4. Juli 2025
- Kerr County/Texas/Vereinigte Staaten: Bei Sturzfluten des Guadalupe River kommen mindestens 137 Menschen ums Leben.[4] Weitere 166 Menschen werden vermisst.[5]
- Chișinău/Republik Moldau: EU-Moldau-Gipfeltreffen
- Rom/Italien: Bei einer Tankstellen-Explosion im Osten Roms werden 45 Menschen zum Teil schwer verletzt.[6] Offenbar ist ein Lastwagen zuvor in eine Pipeline geprallt.

### Samstag, 5. Juli 2025
- Lille/Frankreich: Beginn der 112. Tour de France (bis 27. Juli)

### Sonntag, 6. Juli 2025

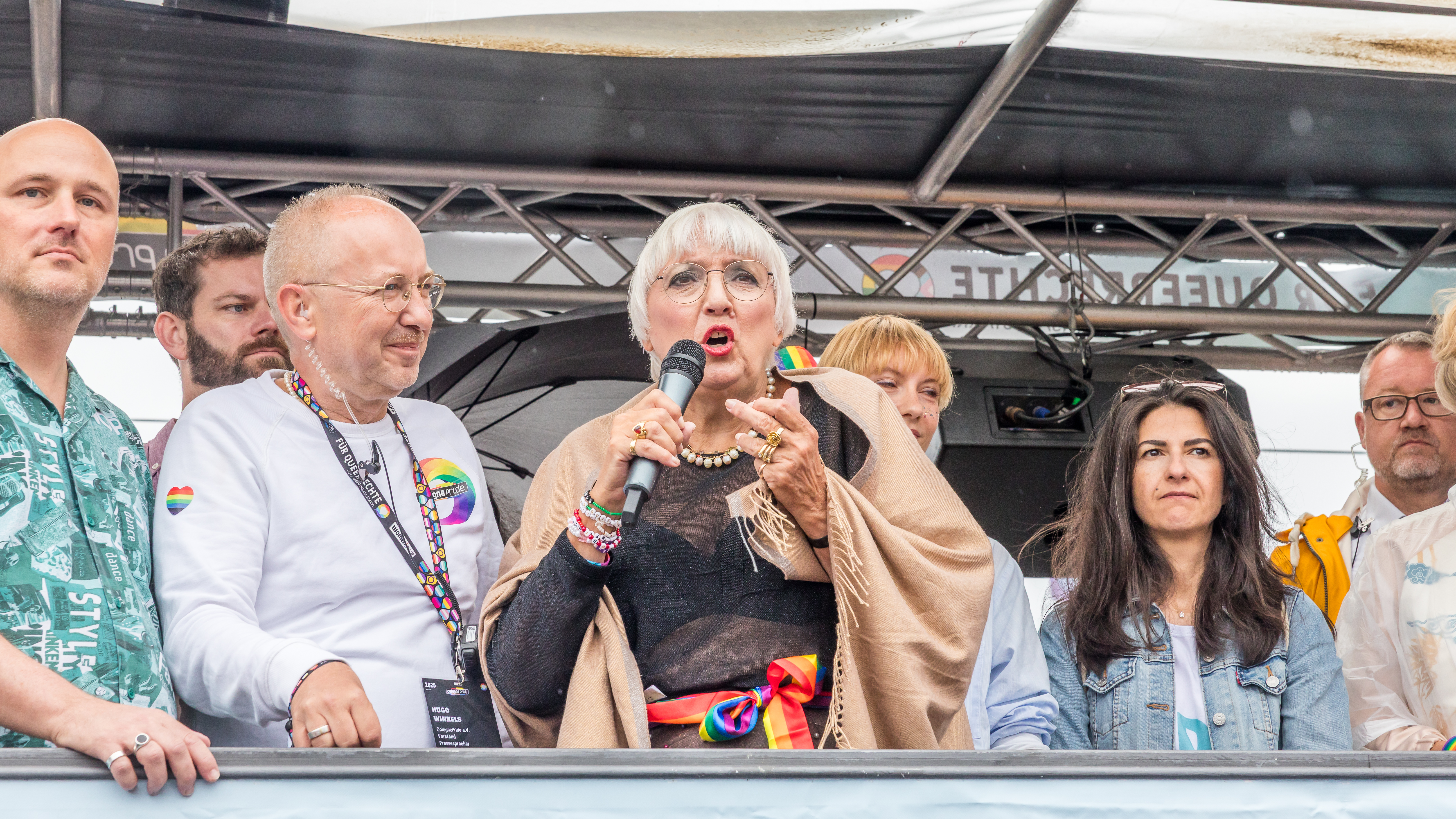
Cologne Pride 2025

- Köln/Deutschland: Zur Cologne Pride kommen über eine Million Besucher.
- München/Deutschland: Am letzten Tag des Filmfests München werden die Preise vergeben.
- Rio de Janeiro/Brasilien: 17. Gipfeltreffen der Staatenvereinigung BRICS (bis 7. Juli)

### Mittwoch, 9. Juli 2025
- Europa/Weltweit: Das europäische Erdbeobachtungsprogramm Copernicus hat den Juni 2025 als den weltweit drittwärmsten Juni seit Messbeginn gemeldet. In Europa wurde der fünftwärmste und in Westeuropa der wärmste Juni seit Messbeginn verzeichnet.

### Freitag, 11. Juli 2025
- Singapur: Beginn der Schwimmweltmeisterschaften (bis 3. August)

### Samstag, 12. Juli 2025
- Die Schlösser König Ludwigs II., Neuschwanstein, Linderhof, Herrenchiemsee und das Königshaus am Schachen, werden zum UNESCO-Weltkulturerbe ernannt.[7]

### Sonntag, 13. Juli 2025
- East Rutherford/Vereinigte Staaten: Im Finale der FIFA-Klub-Weltmeisterschaft 2025 schlägt der FC Chelsea aus London Paris Saint-Germain.
- London/Vereinigtes Königreich: Letzter Tag der Wimbledon Championships
- Berlin/Deutschland: Bomb Busters wird als Spiel des Jahres 2025 ausgezeichnet.
- As-Suwaida/Syrien: Kämpfe in as-Suwaida zwischen Drusen, Beduinen und den Syrischen Streitkräften eskalieren.

### Dienstag, 15. Juli 2025

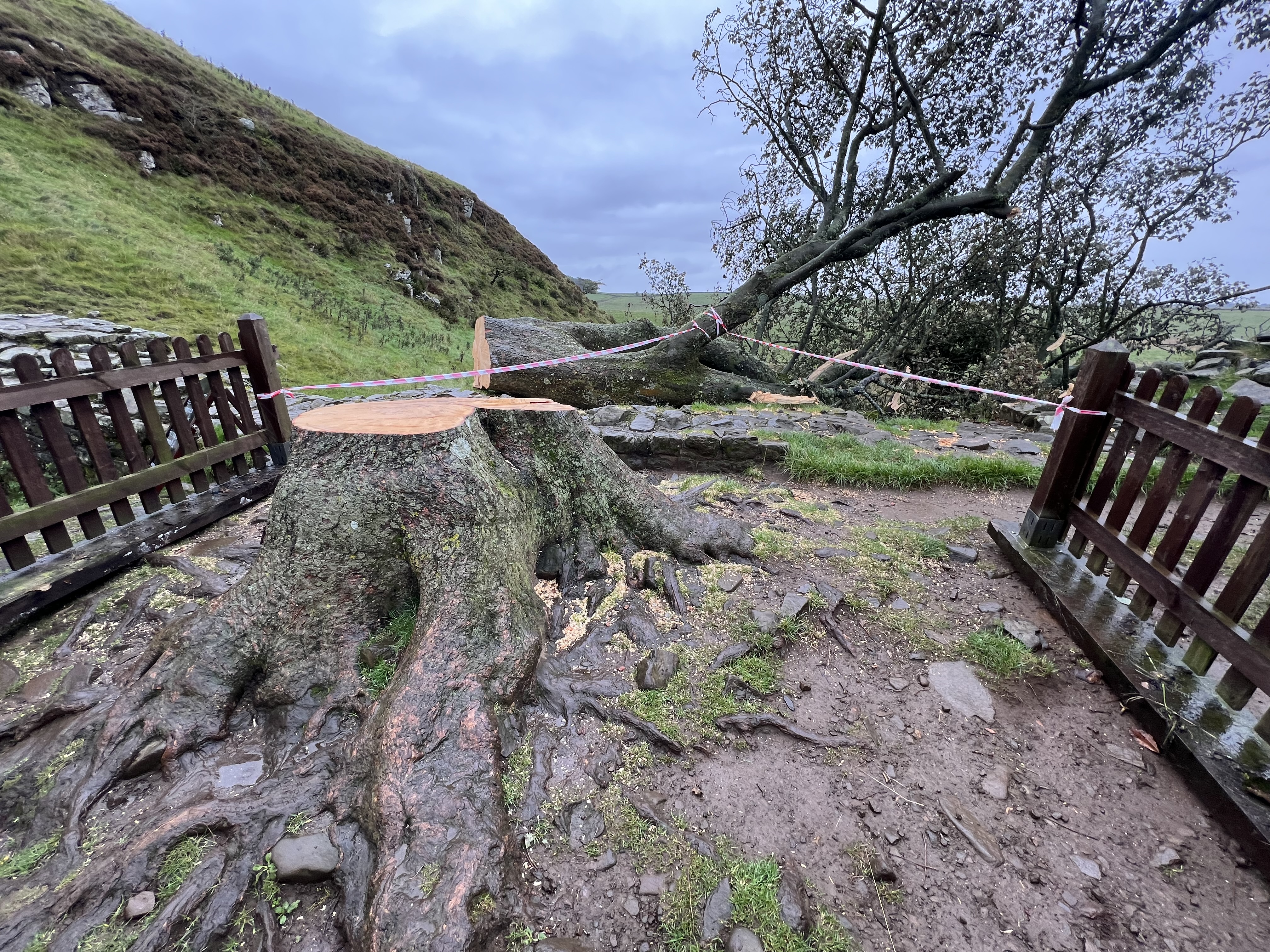
Der gefällte Baum (2023)

- Newcastle/Vereinigtes Königreich: Wegen der Fällung des Sycamore Gap Trees werden zwei Männer zu mehrjährigen Haftstrafen verurteilt.

### Mittwoch, 16. Juli 2025

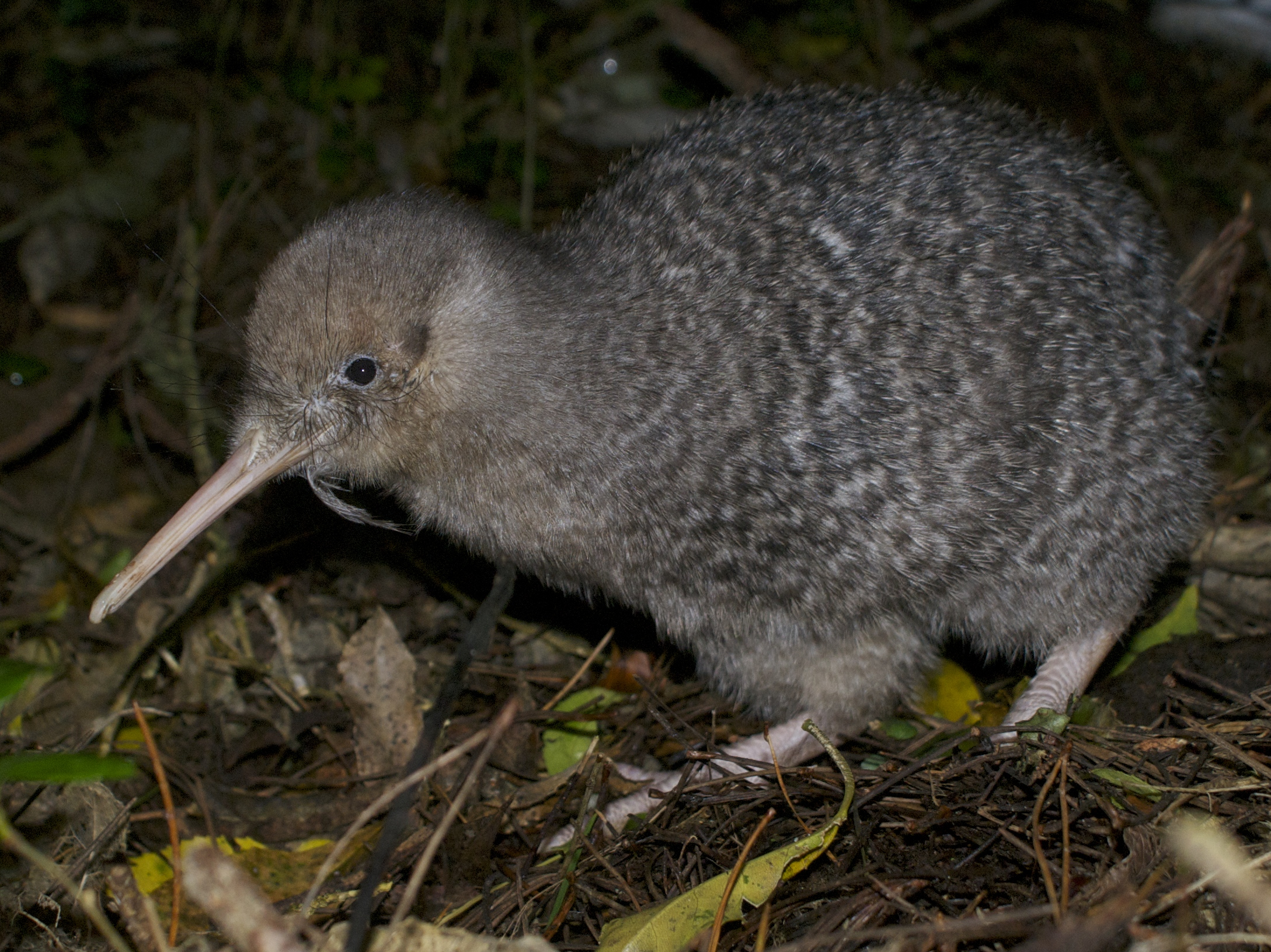
Zwergkiwi (2013)

- Wellington/Neuseeland: Die Neuseeländische Umweltschutzbehörde berichtet, dass im März 2025 erstmals seit 1978 wieder ein Zwergkiwi auf der Südinsel gesichtet worden sei.

### Sonntag, 20. Juli 2025
- A Coruña/Spanien: Bei der Europameisterschaft im Springreiten gewinnt Richard Vogel den Titel im Einzel.
- Bergen/Norwegen: Letzter Tag der Leichtathletik-U23-Europameisterschaften
- County Antrim/Nordirland: Im Royal Portrush Golf Club gewinnt Scottie Scheffler die British Open.

### Montag, 21. Juli 2025

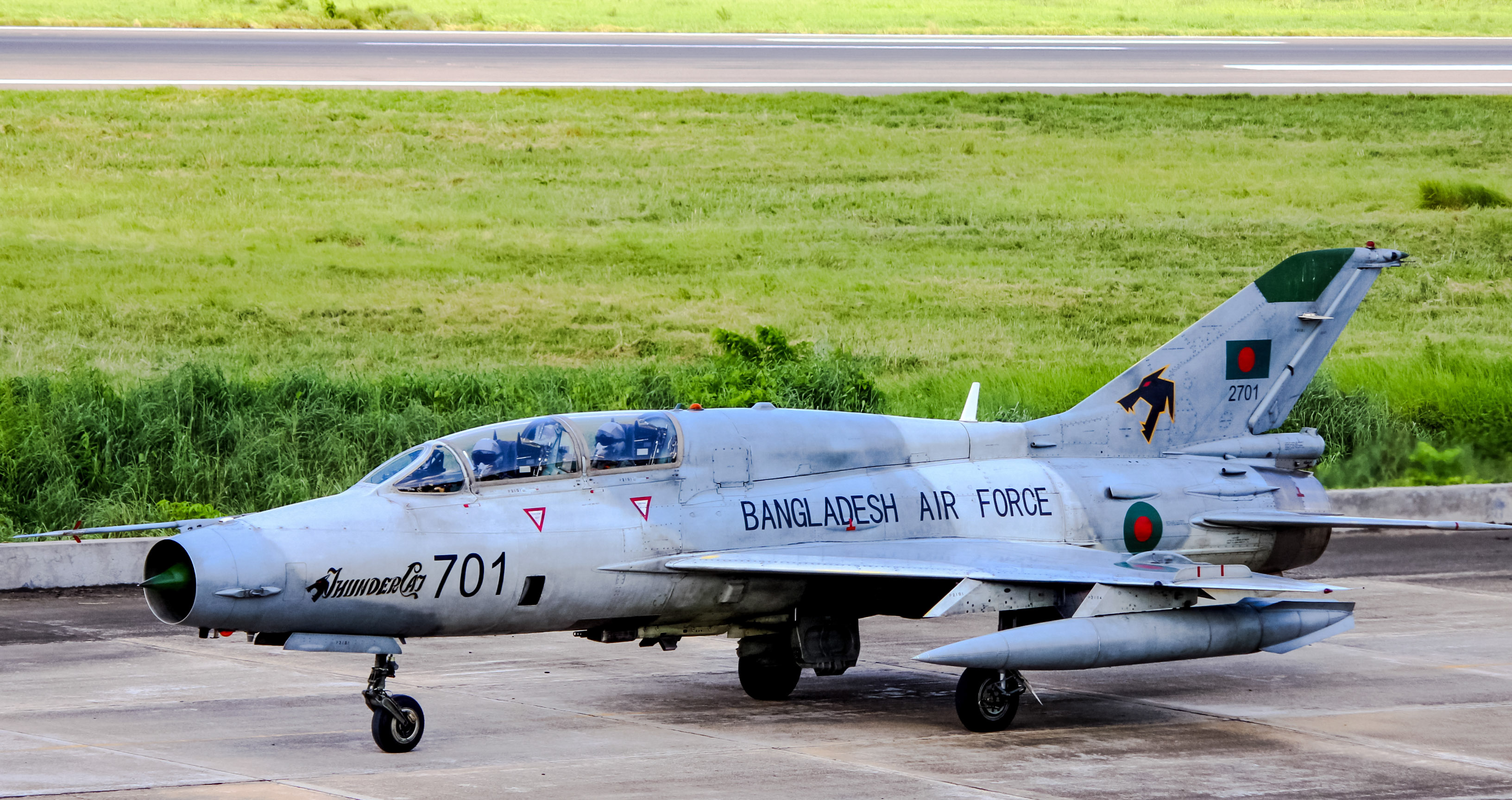
Das abgestürzte Militärflugzeug (2021)

- Dhaka/Bangladesch: Beim Absturz eines Militärflugzeugs auf einem Schulgelände kommen 35 Menschen ums Leben.

### Dienstag, 22. Juli 2025
- Doha/Katar: Katar bewirbt sich offiziell für die Austragung der Olympischen Sommerspiele 2036 in Doha.

### Mittwoch, 23. Juli 2025
- Deutschland: Erstbeschreibung der Saurier-Art Mirasaura grauvogeli durch das Team um Stephan Spiekman vom Staatlichen Museum für Naturkunde Stuttgart im wissenschaftlichen Fachmagazin Nature.[8]

### Donnerstag, 24. Juli 2025
- Erdüberlastungstag 2025

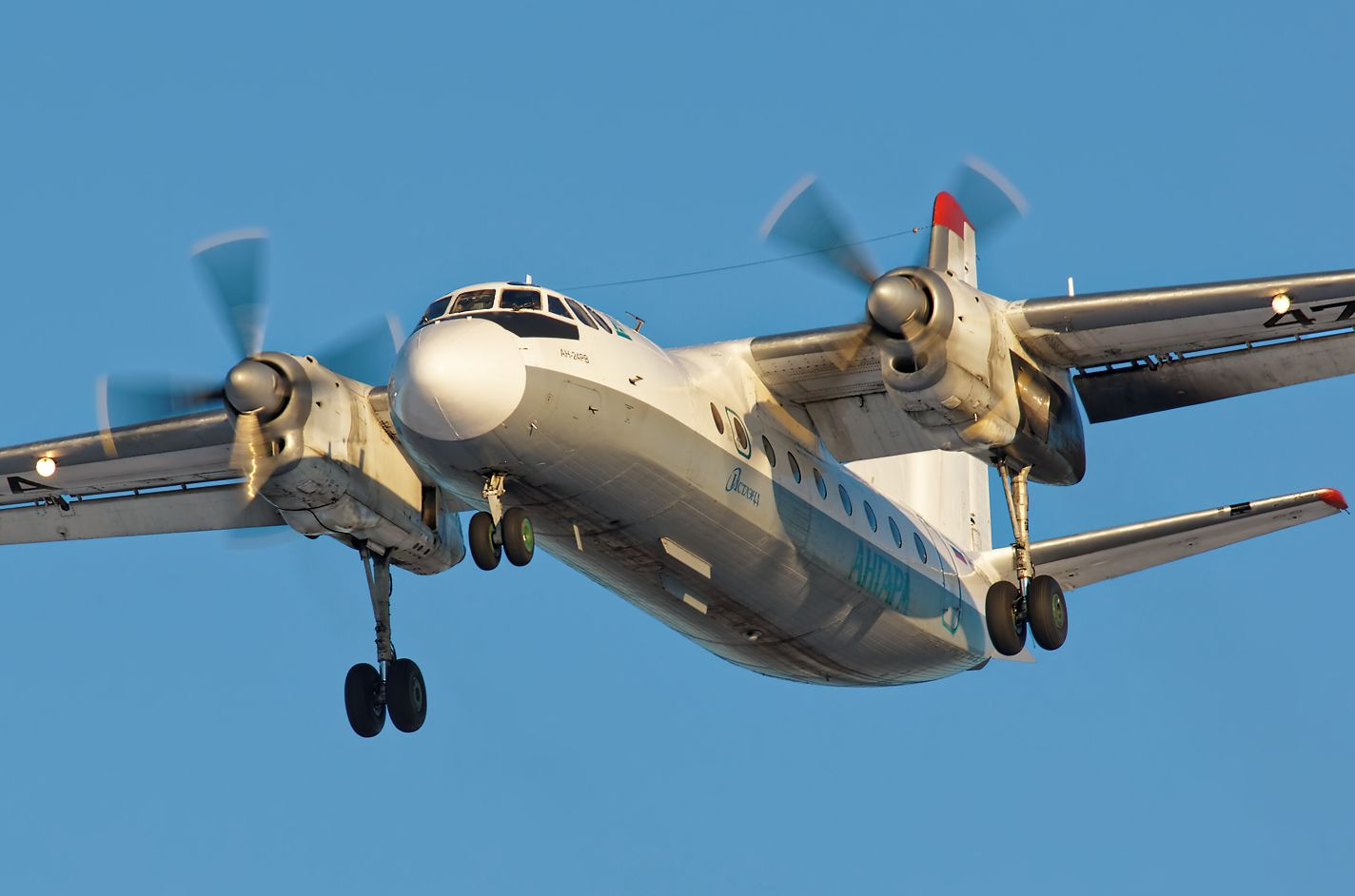
Das abgestürzte russische Flugzeug (2022)

- Tynda/Russland: Eine Antonow An-24RW der Angara Airlines stürzt im Landeanflug auf den Flughafen der ostrussischen Stadt ab. Dabei sterben insgesamt 49 Menschen.
- Kambodscha und Thailand: Eskalation des Grenzstreites zwischen Thailand und Kambodscha. Durch einen Beschuss Kambodschas kommen mindestens 15 Menschen, darunter 14 Zivilisten und ein Soldat, in Thailand ums Leben, 46 Personen werden verletzt, rund 100.000 werden in Sicherheit gebracht.

### Freitag, 25. Juli 2025
- Stuttgart/Deutschland: Daniel Born tritt als Vizepräsident des Landtags von Baden-Württemberg zurück.
- Salzburg/Österreich: Im Rahmen der Salzburger Festspiele wird Serhij Schadan mit dem Österreichischen Staatspreis für Europäische Literatur ausgezeichnet.
- Bosch kürzt die Arbeitszeit von Beschäftigten an den Forschungsstandorten Hildesheim und Renningen bei Stuttgart.[9]
- Intel gibt die Pläne für eine Chipfabrik in Magdeburg auf.[10]

### Samstag, 26. Juli 2025
- Vannes/Frankreich: Start der Tour de France Femmes 2025
- Taipeh/Republik China (Taiwan): Referendum über die Abberufung Peking-naher Kuomintang-Politiker[11]

### Sonntag, 27. Juli 2025
- Rhein-Ruhr/Deutschland: Letzter Tag der Summer World University Games (seit 16. Juli)
- Basel/Schweiz: Im Finale der Fußball-Europameisterschaft der Frauen gewinnt Titelverteidiger England gegen Spanien nach Elfmeterschießen.
- Turnberry/Schottland: Donald Trump und Ursula von der Leyen einigen sich auf eine Erhöhung der US-Zölle auf Waren aus der EU von 15 Prozent.
- Putrajaya/Malaysia: Im Grenzkonflikt zwischen Kambodscha und Thailand vereinbaren die Beteiligten eine Waffenruhe.[12]
- Riedlingen/Deutschland: Ein Regional-Express entgleist beim Eisenbahnunfall von Riedlingen. Drei Menschen sterben, 36 weitere werden verletzt.

### Dienstag, 29. Juli 2025
- Ruanda und Demokratische Republik Kongo: Die vereinbarte Waffenruhe im seit 2022 andauernden kongolesisch-ruandischen Grenzkonflikt tritt in Kraft.[13]
- Schmorditz/Deutschland: Beim Absturz eines von der Bundeswehr zu Übungszwecken angemieteten Hubschraubers in den Fluss Mulde kommen drei Angehörige der Luftwaffe ums Leben.[14]